# フィラデルフィア (原子力潜水艦)
|          |                                                                                                |
| 艦歴     |                                                                                                |
| 発注     | 1971年1月8日                                                                                   |
| 起工     | 1972年8月12日                                                                                  |
| 進水     | 1974年10月19日                                                                                 |
| 就役     | 1977年6月25日                                                                                  |
| 退役     | 2010年6月25日                                                                                  |
| その後   |                                                                                                |
| 性能諸元 |                                                                                                |
| 排水量:  | 満載：6,075 トン、基準：5,705 トン                                                             |
| 全長     | 110.3 m (362 ft)                                                                               |
| 全幅     | 10 m (33 ft)                                                                                   |
| 喫水     | 9.7 m (32 ft)                                                                                  |
| 最大速力 | 水上25 kt (46 km/h)、水中30+ kt (56 km/h)                                                      |
| 潜行深度 | 290 m (950 ft)                                                                                 |
| 機関     | S6G reactor 1基                                                                                |
| 兵装     | Mk 67 533mm魚雷発射管 4門 ・Mk 48魚雷 ・ハープーン対艦ミサイル ・トマホーク巡航ミサイル ・機雷 |
| 乗員     | 士官12名、兵員98名                                                                             |
| モットー |                                                                                                |
|          |                                                                                                |

フィラデルフィア(USS Philadelphia, SSN-690)は、アメリカ海軍のロサンゼルス級原子力潜水艦の3番艦。艦名はペンシルベニア州フィラデルフィアに因んで命名された。その名を持つ艦としてはブルックリン級軽巡洋艦2番艦(CL-41)以来6隻目。

## 艦歴
フィラデルフィアは1971年1月8日にコネチカット州グロトンのジェネラル・ダイナミクス・エレクトリック・ボート社に建造発注され、1972年8月12日に起工した。1974年10月19日にヒュー・スコット夫人によって命名、進水し、1977年6月25日に艦長ロバート・B・オズボーン中佐の指揮下就役する。
1999年にはドライデッキシェルターが装着された。
2005年9月5日、フィラデルフィアはペルシア湾、バーレーンの北東約30マイルの海域でトルコの商船 MV Yasa Aysen と衝突した。双方とも損傷は軽微で、フィラデルフィアの損害は表面的なものであるとされた。トルコ船はちょうど水線上にわずかな損傷を受け、調査を行ったアメリカ沿岸警備隊は航行に支障がないと判断した。
2010年6月25日退役した。

### 2005年9月5日の事故関連
- Navy NewsStand:  No Injuries as U.S. Submarine and Merchant Vessel Collide
- Sailors & Mariners League:   Sonar's Failure To Notice Caused Turkish Ship To Hit US Submarine
- Navy Times:  Discipline, praise meted out to Philadelphia crew
- The Stupid Shall Be Punished:   USS Philadelphia Homeward Bound (photos)
- The Stupid Shall Be Punished:   USS Philadelphia Returns Home

### オンライン・コミュニティ
- Community Zero:  USS Philadelphia (registration required)
- Military.com: USS Philadelphia (registration required)